# Station Nendeln
Station Nendeln is een treinstation in het dorp Nendeln, in de gemeente Eschen (in het noorden van Liechtenstein). Het is een van de drie stations van Liechtenstein. Het station ligt aan de spoorlijn Feldkirch – Buchs.

## Treindienst
| Serie | Treinsoort      | Route                                      | Bijzonderheden    |
| ----- | --------------- | ------------------------------------------ | ----------------- |
| R     | Stoptrein (ÖBB) | Feldkirch – Schaan-Vaduz – Nendeln – Buchs | Ook bekend als S2 |

## Afbeeldingen

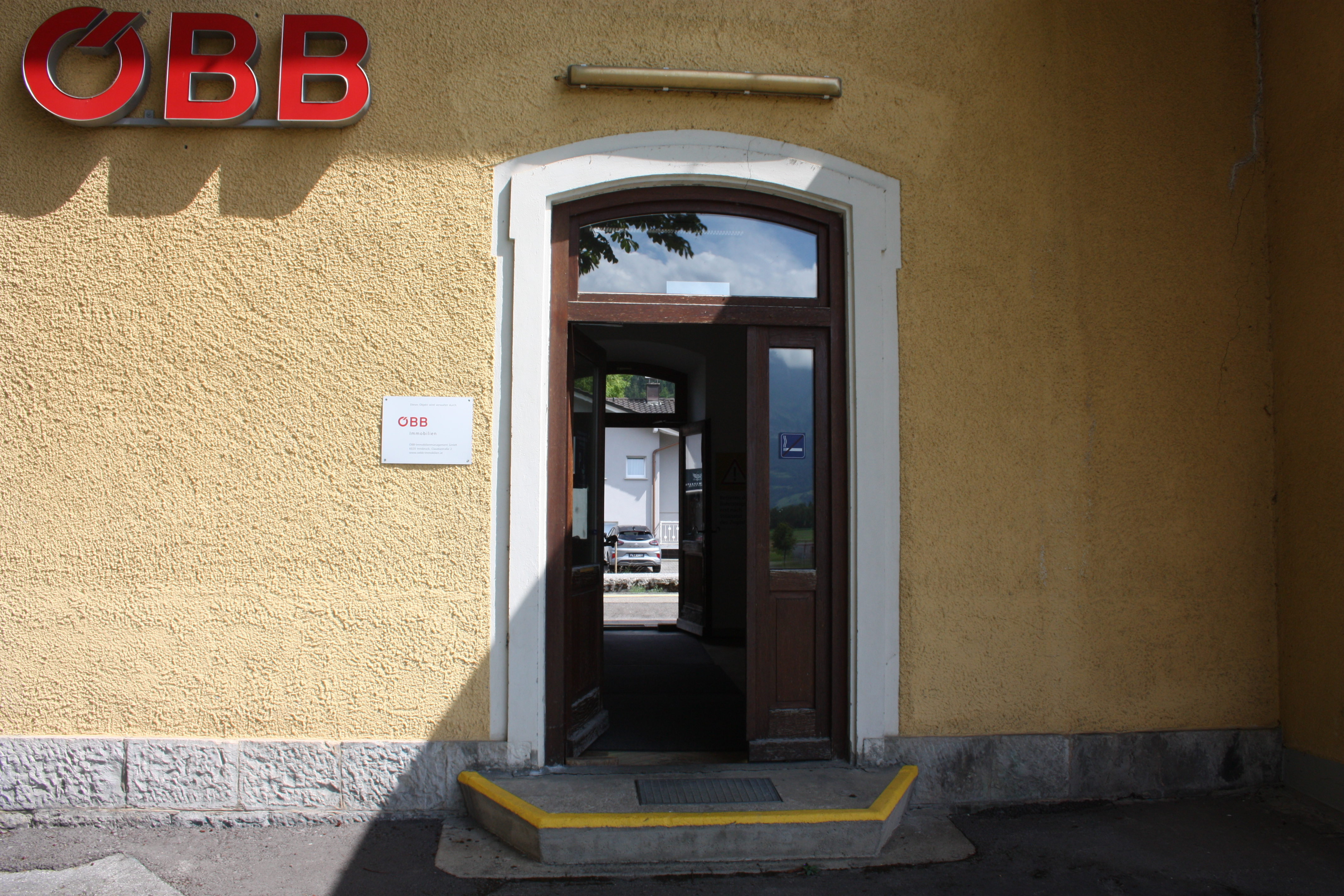
Ingang van de stationshal
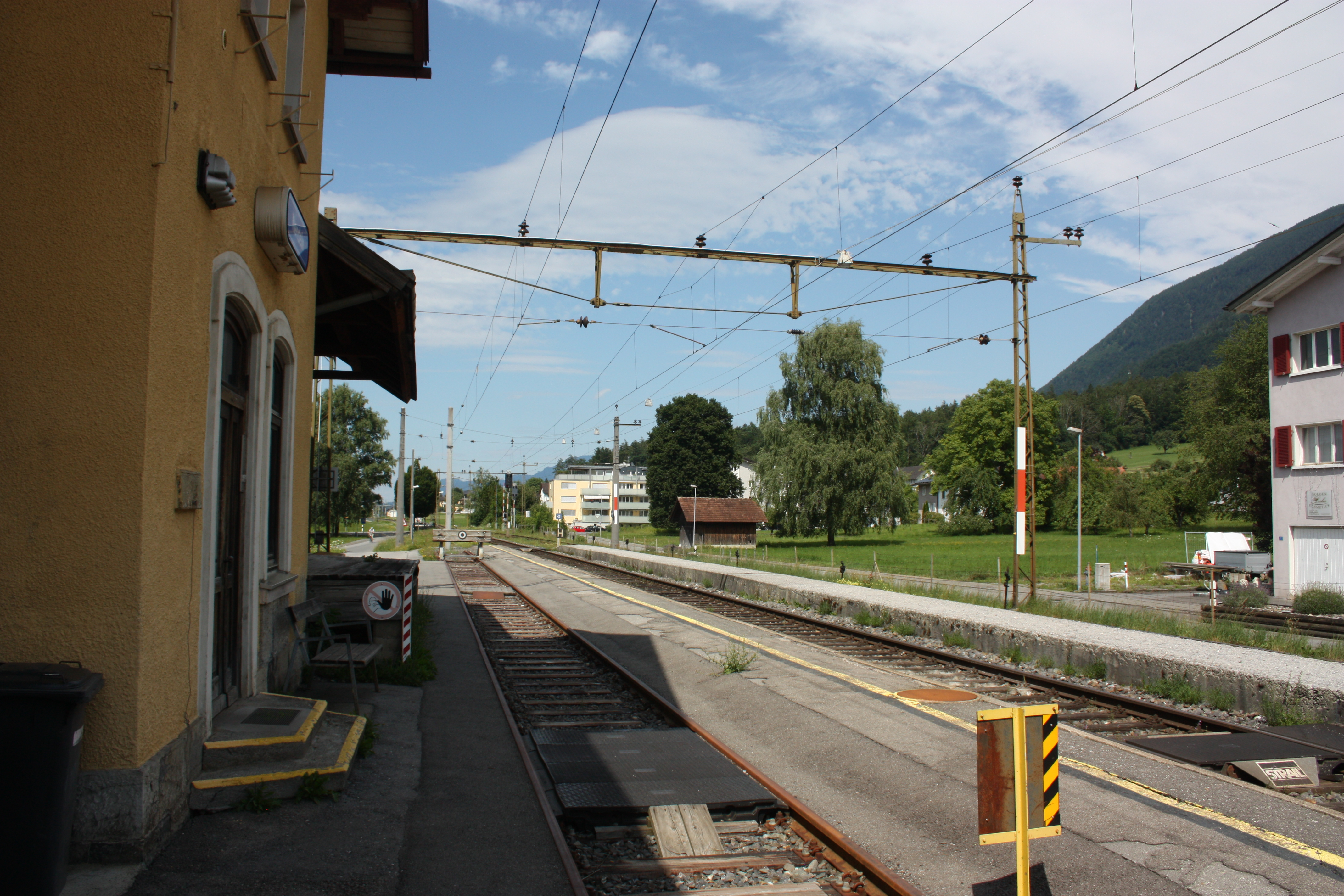
De perrons
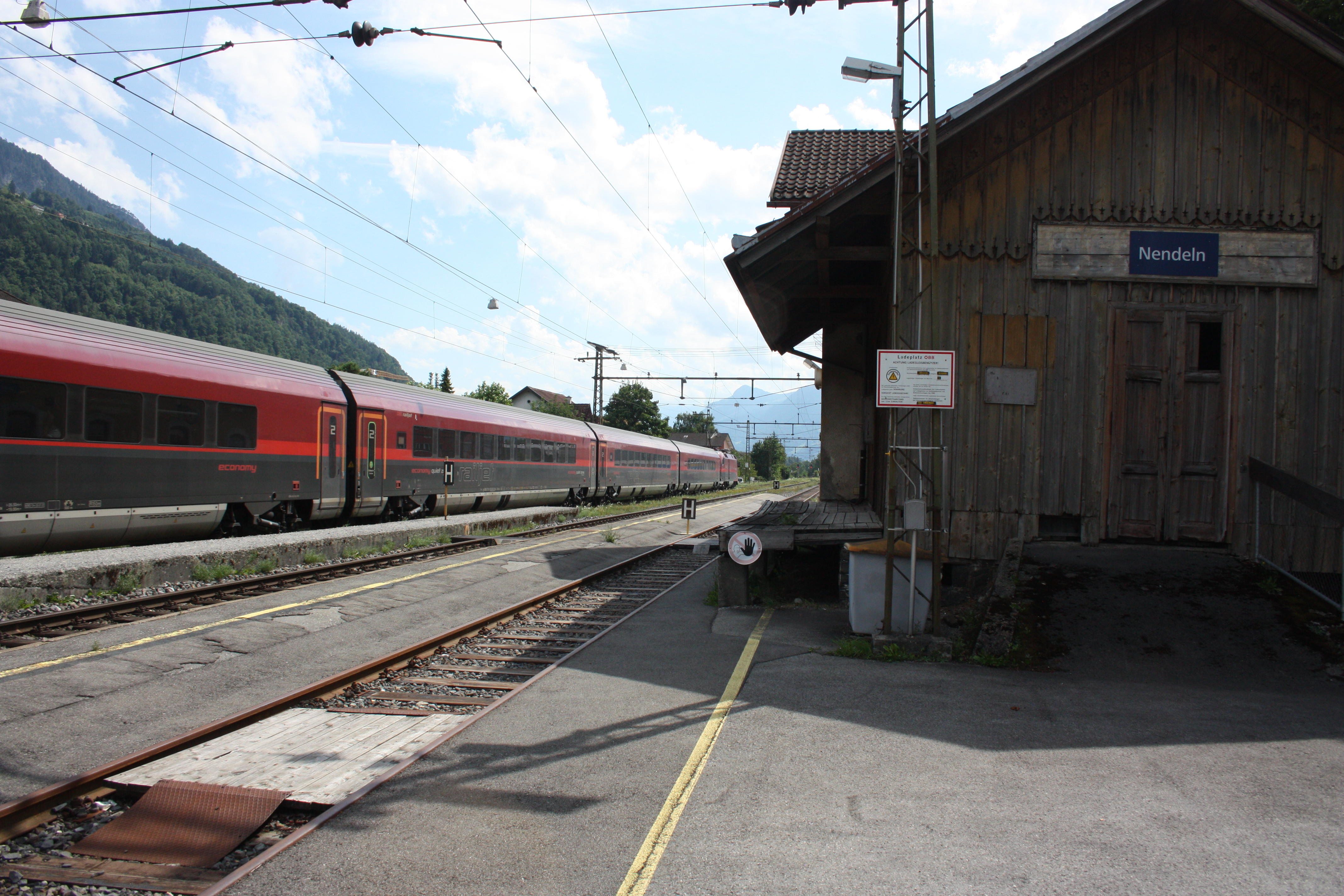
Railjet komt langs het station